# Carlos César de Oliveira Sampaio
Carlos César de Oliveira Sampaio (Rio de Janeiro, 13 de setembro de 1861 — Paris, 18 de setembro de 1930) foi um político e engenheiro brasileiro.
Foi diretor da Port of Pará, da Estrada de Ferro Madeira - Mamoré, e das Docas da Bahia. Representou o Brasil na I Conferência Financeira Pan-Americana, em Washington (1920). Realizou o arrasamento do Morro do Castelo. Participou da operação "Água em Seis Dias" (1889) e das obras de abertura da Avenida Central, futura Avenida Rio Branco.
Como prefeito do então Distrito Federal (1920-1922), realizou obras importantes, incluindo:  arrasamento do morro do Castelo; aterro da área onde se instalou a Exposição Internacional comemorativa do 1º centenário da independência do Brasil (1922); saneamento e aterro de grande área ao redor da lagoa Rodrigo de Freitas, hoje avenida Epitácio Pessoa; construção da avenida Maracanã; e a reconstrução da avenida Atlântica, destruída pela ressaca (1921).